# Lauro (Škurla)
Lauro (em inglês:  Laurus, em russo:  Лавр, nascido: Vasily Mikhailovich Shkurla, em russo: Василий Михайлович Шкурла; em eslovaco: Vasiľ Škurla; em russino: Василь Шкурла; 01 de janeiro de 1928, Ladomirová, Tchecoslováquia - 06 de março de 2008, Jordanville, Nova Iorque, EUA) foi Bispo da Igreja Ortodoxa Russa fora da Rússia (ROCOR). Desde outubro de 2001 foi Primeiro Hierarca da ROCOR e Metropolita de Nova Iorque e da América Oriental.
Ao assinar em 17 de maio de 2007, o Ato de Comunhão Canônica entre a ROCOR e o Patriarcado de Moscou, ele também se tornou membro do episcopado da Igreja Ortodoxa Russa.